# Cúp quốc gia Wales 1888–89
Cúp quốc gia Wales FAW 1888–89 là mùa giải thứ 12 của giải đấu bóng đá loại trực tiếp hàng năm dành cho các đội bóng ở Wales. Đội vô địch là Bangor.

## Vòng Một

### Nhóm Một
|  | Holywell | 2 – 4 | Ruthin |  |  |
|  |          |       |        |  |  |

|  | St Asaph | 0 – 7 | Bangor City |  |  |
|  |          |       |             |  |  |

|  | Mold | 3 – 0 | Porthmadoc | Corwen |  |
|  |      |       |            |        |  |

Nguồn: Welsh Football Data Archive

### Nhóm Hai
|  | Builth | 0 – 8 | Chirk AAA | Knighton |  |
|  |        |       |           |          |  |

|  | Oswestry | 1 – 0 | Newtown RWW |  |  |
|  |          |       |             |  |  |

Nguồn: Welsh Football Data Archive

### Nhóm Ba
|  | Llangollen | 5 – 4 | Alyn White Star |  |  |
|  |            |       |                 |  |  |

|  | Druids | 2 – 2 | Wrexham |  |  |
|  |        |       |         |  |  |

|  | Rhostyllen Victoria | 8 – 1 | Corwen |  |  |
|  |                     |       |        |  |  |

Nguồn: Welsh Football Data Archive
Vale of Llangollen đi thẳng vào vòng tiếp theo.

### Đá lại
|  | Wrexham | 2 – 1 | Druids | Racecourse Ground Wrexham |  |
|  |         |       |        |                           |  |

### Nhóm Bốn
|  | Nantwich | w/o | Crewe Alexandra |  |  |
|  |          |     |                 |  |  |

|  | Over Wanderers | 1 – 2 | Northwich Victoria |  |  |
|  |                |       |                    |  |  |

|  | Chester St Oswalds | 5 – 1 | Crewe Athletic |  |  |
|  |                    |       |                |  |  |

Nguồn: Welsh Football Data Archive
Davenham đi thẳng vào vòng tiếp theo.

## Vòng Hai
|  | Ruthin | 9 – 01 | Mold |  |  |
|  |        |        |      |  |  |

|  | Chirk AAA | w/o | Oswestry |  |  |
|  |           |     |          |  |  |

|  | Wrexham | 4 – 12 | Alyn White Star |  |  |
|  |         |        |                 |  |  |

|  | Rhostyllen Victoria | 3 – 3 | Vale of Llangollen |  |  |
|  |                     |       |                    |  |  |

|  | Davenham | 2 – 2 | Nantwich |  |  |
|  |          |       |          |  |  |

|  | Northwich Victoria | 2 – 1 | Chester St Oswalds |  |  |
|  |                    |       |                    |  |  |

Nguồn: Welsh Football Data Archive
Bangor đi thẳng vào vòng tiếp theo.
1 Trận đấu bị phản đối vì ánh sáng không đảm bảo, trận đá lại được tổ chức 

2 Trận đấu bị phản đối vì có cầu thủ không hợp lệ, trận đá lại được tổ chức

### Đá lại
|  | Ruthin | 3 – 0 | Mold | St Asaph |  |
|  |        |       |      |          |  |

|  | Wrexham | 3 – 0 | Alyn White Star | Racecourse Ground Wrexham |  |
|  |         |       |                 |                           |  |

|  | Rhostyllen Victoria | 2 – 1 | Vale of Llangollen |  |  |
|  |                     |       |                    |  |  |

|  | Davenham | 2 – 31 | Nantwich |  |  |
|  |          |        |          |  |  |

Nguồn: Welsh Football Data Archive
1 Trận đấu bị hủy bỏ vì ánh sáng không đảm bảo

### Đá lại lần 2
|  | Davenham | 5 – 1 | Nantwich |  |  |
|  |          |       |          |  |  |

Nguồn: Welsh Football Data Archive

## Vòng Ba
|  | Ruthin | 1 – 4 | Bangor City |  |  |
|  |        |       |             |  |  |

|  | Wrexham | 1 – 01 | Rhostyllen Victoria |  |  |
|  |         |        |                     |  |  |

|  | Davenham | 0 – 0 | Northwich Victoria |  |  |
|  |          |       |                    |  |  |

Nguồn: Welsh Football Data Archive
Chirk AAA đi thẳng vào vòng tiếp theo.

1 Trận đấu bị phản đối, trận đá lại được tổ chức

### Đá lại
|  | Wrexham | 4 – 0 | Rhostyllen Victoria |  |  |
|  |         |       |                     |  |  |

|  | Northwich Victoria | 4 – 3 | Davenham |  |  |
|  |                    |       |          |  |  |

## Bán kết
|  | Wrexham               | 2 – 3 | Bangor City                     | Faulkner Street Chester |  |
|  | Hewitt · P leary(o.g) |       | D Lewis · P Leary 40' · W Lewis | Lượng khán giả: 2,000   |  |

|  | Chirk AAA | 1 – 1 | Northwich Victoria | Chester               |
|  |           |       |                    | Lượng khán giả: 3,000 |

Nguồn: Welsh Football Data Archive

### Đá lại
|  | Northwich Victoria | 3 – 2 | Chirk AAA | Chester Wrexham |  |
|  |                    |       |           |                 |  |

Nguồn: Welsh Football Data Archive

## Chung kết
| Bangor                               | 2 – 1 | Northwich Victoria |
| ------------------------------------ | ----- | ------------------ |
| E P Whitley-Hughes 75' · R O Roberts |       | R Leather 76'      |

| Bangor. | Northwich Victoria |